# Пифом
Пифом (др.-греч. Πειθώμ < от ивр. פִּתֹם‎ < от егип. *Pi-Tum, *Per-Atum, *pr-jtm(w), Пи-Тум, Пер-Атум — «Дом Атума»; др.-греч. Ἡρώων πόλις, Героонполь) — город, упомянутый в Библии Исх. 1:11, построенный евреями при Рамсесе II (ок. 1279—13 гг. до н. э.). Располагался в библейском округе Гесем, на востоке дельты Нила, вблизи границы Египта.

## Упоминание в Библии
Египтяне заставляли евреев строить Пифом, что повлекло Исход евреев из Древнего Египта. Вместе с ним строился Раамсес (1278 до н. э.) — дворец и новая столица Египта, заменившая Аварис (расположенная на расстоянии 1 км столица Египта гиксосской XV династии). Иногда считается, что гиксосы — это и есть евреи, ушедшие из Древнего Египта, причём Библия описывает что одних мужчин-евреев было «600 тыс. человек», что превышало население Авариса втрое.

## Греческое название
Под топонимом «Героонполь / Герополь» (др.-греч. Ἡρώων πόλις / Ἡρὼ πόλις) упоминался античными авторами: Страбон xvi. 759, 768, xvii. 803, 804; Арриан, Exp. Alex. iii. 5, vii. 20; Иосиф Флавий Ant. Jud. ii. 7. § 5; Плиний Старший v. 9. § 11, vi. 32. § 33; Mela, iii. 8; Стефан Византийский s. v.; Клавдий Птолемей ii. 1. § 6, iv. 15. § 54.

## Расположение
Вероятно, это были пограничные города, служившие базисом операций для фараонов, когда они предпринимали свои походы в Азию. Отсюда вытекает предположение, что округ Гесем находился в северо-восточном углу Египта, где ныне находится долина Вади-Тумилат.
В 1883 Эдуард Навилль открыл в Телль-эль-Масхуте (между Исмаилией и Телль-эль-Кебиром) развалины укрепленного города, который, судя по географическим надписям, назывался Па-тум, или Текут (Секут, библ. Суккот, он же Сокхоф). Раскопки показали, что тут действительно сделаны были приспособления для огромных запасов, так что не осталось никаких сомнений в тождестве библейского Пифома с Па-тумом.
Основная проблема заключается в том, что общепринятая ныне датировка событий Исхода относит их середине XIII в. до н. э., а древнейшие следы пребывания евреев на территории Телль-эль-Масхуты, согласно новейшим раскопкам, датируются рубежом VII—VI вв. до н. э. Такое хронологическое расхождение допускает два объяснения: либо Исх. 1:11 следует считать поздней вставкой, либо Питом следует искать в другом месте.